# Nososticta rangifera
Nososticta rangifera är en trollsländeart som först beskrevs av Maurits Anne Lieftinck 1949.  Nososticta rangifera ingår i släktet Nososticta och familjen Protoneuridae. Inga underarter finns listade i Catalogue of Life.